# Szalone
Szalone (829 m) – szczyt na wschodnim krańcu Pasma Jaworzyny w Beskidzie Sądeckim. Znajduje się w grzbiecie, który od Góry Parkowej w Krynicy-Zdroju poprzez Szalone i Bradowiec ciągnie się do Powroźnika.
Szalone jest całkowicie zalesione. Z jego południowo-zachodnich stoków spływa do Kryniczanki potok o nazwie Szczawiczne Potoki, ze stoków północno-wschodnich potok Bradowiec. Grzbietem prowadzi szlak turystyczny.
Na zboczach Szalonego znajdują się źródła wód mineralnych. O obecności wód mineralnych świadczy również nazwa potoku Szczawiczne Potoki (od ludowej nazwy tych wód szczawa pochodzi w górach wiele lokalnych nazw topograficznych).

## Szlak turystyczny
Krynica – Góra Parkowa – Szalone – Bradowiec – Powroźnik